# Thước loga

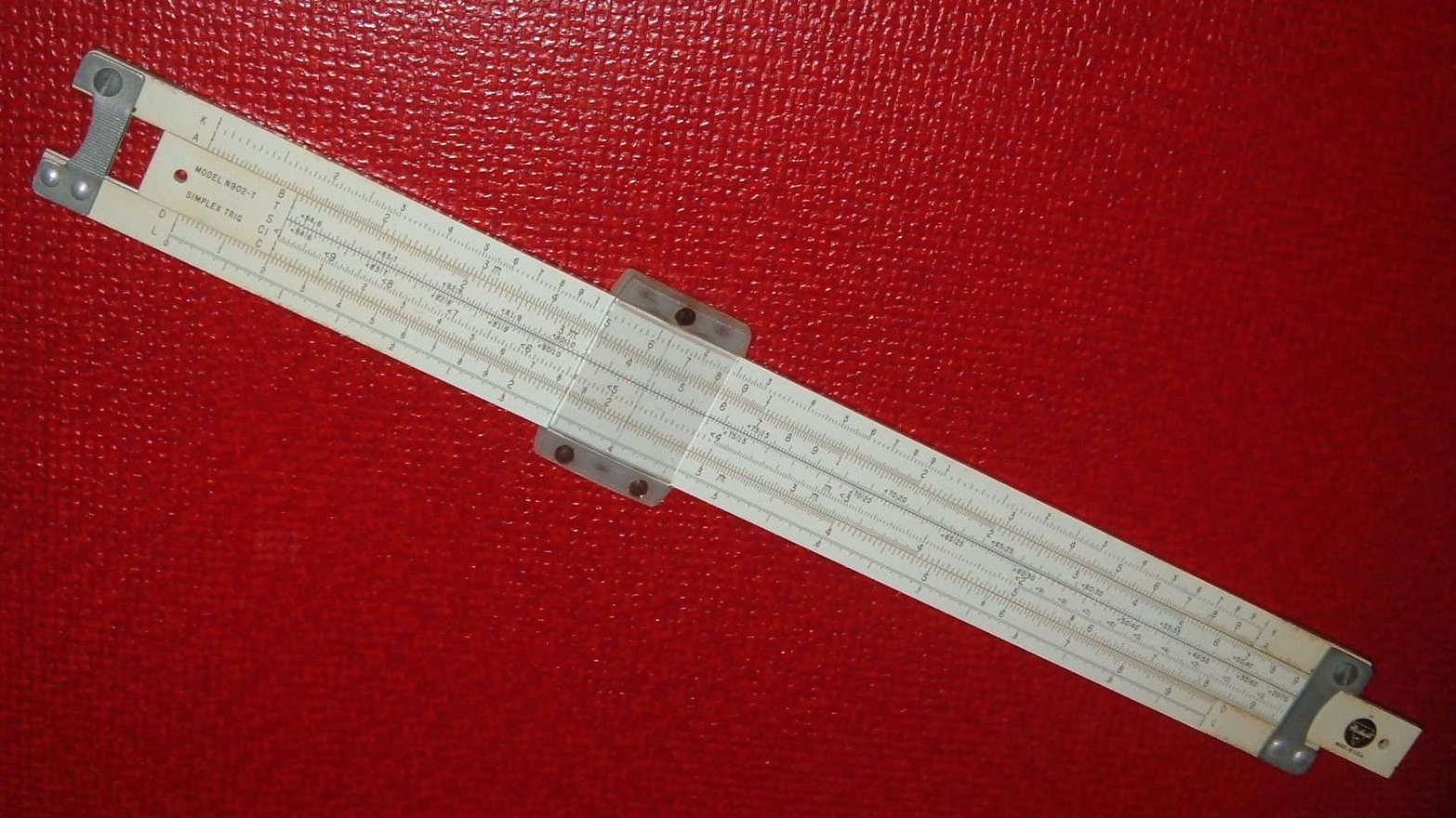
Một chiếc thước loga 10 inch cơ bản (Pickett N902-T simplex trig)

Thước loga (tiếng Anh: slide rule) là một loại máy tính analog (máy tính chuyên xử lý dữ liệu biến thiên). Thước loga chủ yếu dùng cho mục đích nhân chia số liệu; các tính toán về lũy thừa, căn bậc, lôgarit hay lượng giác, nhưng lại không được sử dụng trong các phép cộng trừ. Dù có tên gọi và hình dáng giống với một chiếc thước thông thường, thước loga không phải dụng cụ đo kích thước hay kẻ đường thẳng.